# Portrait de jeune homme (Botticelli, Florence)
Pour les articles homonymes, voir Portrait de jeune homme.
Le Portrait de jeune garçon (en italien : Ritratto di giovane [ragazzo]) est une peinture de Sandro Botticelli, une tempera sur bois (51 × 33,7 cm) datant de 1470 environ, conservée à la Galerie Palatine à Florence.

## Historique
L'identité du personnage représenté ainsi que l'emplacement original du tableau demeure inconnue.
L'œuvre était répertoriée dans les anciens inventaires de palais Pitti depuis 1829 comme une réalisation d'Andrea del Castagno. C'est Adolfo Venturi qui le premier attribua l'œuvre à Botticelli en situant sa réalisation dans la période de jeunesse de l'artiste. Cette attribution est confirmée par d'autres critiques d'art comme Mandel, Bohm, Pons, Caneva, Luchs et Padovani.

## Description
Le jeune garçon est représenté en buste tourné des trois-quarts vers la gauchela tête orientée vers les spectateurs qu'il regarde, sur un fond de ciel azur devenant clair à l'horizon.
Il est vêtu d'un riche vêtement de couleur rouge fermé au col et la tête est couverte par un « chaperon » avec le typique ruban retombant sur les épaules.
Ses cheveux noir méticuleusement coiffés encadrent le visage ; les grands yeux fixent intensément le spectateur ; le petit nez arrondi, les lèvres charnues et le menton rond. La regard en biais, dirigé de haut en bas confère au personnage un ton aristocratique de supériorité.

## Analyse
Le portrait fait transparaître une certaine intensité expressive, avec une individuation physionomiste, en faisant  ressortir certaines particularités : grands yeux, nez très prononcé, lèvres charnues, menton rond.
Le portrait est dominé par une linéarité formelle qui n'hésite pas à sacrifier le rendu en volume.